# Rota
Rota er en by og kommune i det sydlige Spanien i provinsen Cádiz. Den har et indbyggertal på 29.552 (2024) indbyggere.